# Strzelectwo na Letnich Igrzyskach Olimpijskich 1900 – pistolet dowolny, 50 m, drużynowo
Strzelanie z pistoletu dowolnego z odległości 50 metrów mężczyzn drużynowo na letnich igrzyskach olimpijskich w Paryżu było jedną z konkurencji strzeleckich. Złoto zdobyła drużyna Szwajcarii.

## Wyniki
Wyniki każdego z zawodników zostały zsumowane. Wszystkie zdobycze punktowe zostały wzięte z rywalizacji indywidualnej w tej samej konkurencji. Maksymalna liczba punktów do zdobycia wynosiła 3000.
| Miejsce | Drużyna             | Punktacja indywidualna | Punktacja łączna |
| ------- | ------------------- | ---------------------- | ---------------- |
| złoto   | Szwajcaria          | Szwajcaria             | 2271             |
| złoto   | Conrad Karl Röderer | 503                    | 2271             |
| złoto   | Konrad Stäheli      | 453                    | 2271             |
| złoto   | Louis Richardet     | 448                    | 2271             |
| złoto   | Friedrich Lüthi     | 435                    | 2271             |
| złoto   | Paul Probst         | 432                    | 2271             |
| srebro  | Francja             | Francja                | 2203             |
| srebro  | Achille Paroche     | 466                    | 2203             |
| srebro  | Louis Dutfoy        | 442                    | 2203             |
| srebro  | Léon Moreaux        | 435                    | 2203             |
| srebro  | Jules Trinité       | 431                    | 2203             |
| srebro  | Maurice Lecoq       | 429                    | 2203             |
| brąz    | Holandia            | Holandia               | 1876             |
| brąz    | Dirk Boest Gips     | 437                    | 1876             |
| brąz    | Henrik Sillem       | 408                    | 1876             |
| brąz    | Antonius Bouwens    | 390                    | 1876             |
| brąz    | Solko van den Bergh | 331                    | 1876             |
| brąz    | Anthony Sweijs      | 310                    | 1876             |
| 4       | Belgia              | Belgia                 | 1823             |
| 4       | Alban Rooman        | 405                    | 1823             |
| 4       | Émile Thèves        | 404                    | 1823             |
| 4       | Victor Robert       | 351                    | 1823             |
| 4       | Pierre Eichhorn     | 345                    | 1823             |
| 4       | Charles Lebègue     | 318                    | 1823             |